# Rama VIII-bron
Rama VIII-bron (thai: สะพานพระราม 8) är en bro över Chao Phraya i Bangkok, Thailand. Bron är uppkallad efter Ananda Mahidol, även kallad Rama VIII. Den en välbesökt turistattraktion och finns avbildad på serie 15:s 20-bathsedlar .